# Контрактація в СРСР
Контрактація в СРСР — правова форма державної закупівлі сільськогосподарської продукції у колгоспів, радгоспів та ін. господарств, що застосовувалася у радянський період. За договорами господарства отримували насіння, грошові аванси і потрібні промислові товари. Система контрактації застосовувалася і в інших галузях народного господарства, де мала свої особливості.
До 1955 господарствам (колгоспам і радгоспам) доводилися державні планові завдання про посівні площі, врожайність, виконання агротехнічних заходів та ін. 